# Burg Streversdorp

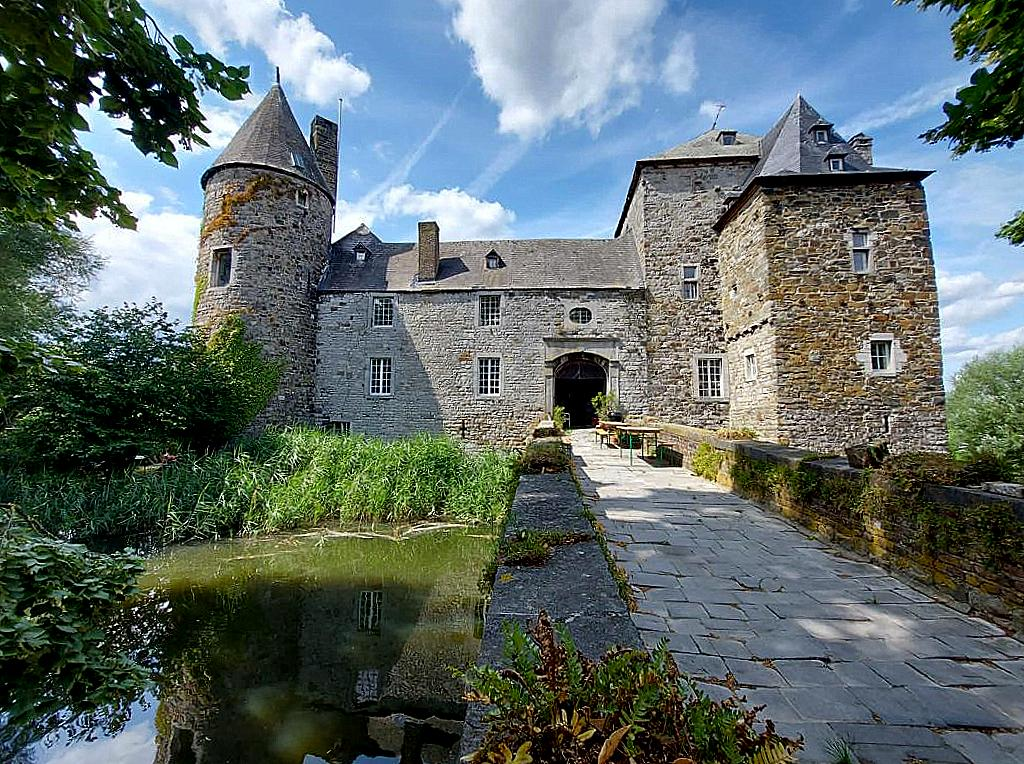
Südseite

Die Burg Streversdorp steht im Ortsteil Montzen der Gemeinde Plombières (dt. Bleiberg) in der Provinz Lüttich im Dreiländereck zwischen Belgien, Deutschland und den Niederlanden, etwa zwölf Kilometer westlich von Aachen. Die Anlage steht seit dem 12. November 1954 unter Denkmalschutz.
Im Volksmund wird die Burg auch Burg Graaf (französisch Château de Graaf) genannt. Grund hierfür war die Ernennung ihres bekanntesten Besitzers, Freiherr Caspar Anton von der Heyden genannt Belderbusch, zum Reichsgrafen im Jahr 1782. Der Premierminister des Kurfürstentums Köln wurde aufgrund seiner Verdienste bei der Wahl von Maximilian Franz von Österreich im Jahr 1780 durch das Kölner Domkapitel zum Koadjutor mit der Reichsgrafenwürde belohnt.

## Geschichte der Eigentümer
Der Name der Burg stammt vom ersten bekannten Besitzer Goswin (van) de Treversdorp zu Beginn des 14. Jahrhunderts. Zusammen mit seiner Schwester Elise – verheiratet mit André van den Hove –, verkaufte er die Burg an Kerstiaen van den Knavel aus Aachen, Besitzer seit 1350. Die Burg gelangte anschließend durch Verkauf an den Aachener Reinhard von Wilde, der bis zum Jahr 1380 Eigentümer blieb. Um 1400 wechselte der Besitz zu Jacques Gabot, der die Tochter Marie von Wilde ehelichte. Seine Tochter brachte die Burg als Mitgift in die Ehe mit Gerard van Macrelaer.
1475 war sie im Besitz von Jean van den Horrick, und über seine Tochter Anne – verheiratet mit Hans von der Heyden – gelangte der Besitz 1530 an die Familie von der Heyden genannt Belderbusch. Zweieinhalb Jahrhunderte blieb die Burg im Besitz dieser Familie. Sie wurde weitervererbt an den Sohn Wilhelm von der Heyden genannt Belderbusch, der den Besitz im Jahr 1609 mit seiner Frau Marguerite d’Iven an seinen Sohn Hans weitergab. Aufgrund dessen frühen Tods ging die Burg an den Bruder Hans von der Heyden, verheiratet mit Isabelle de Frongteau de Housse.
1810 wechselte die Domäne Streversdorp an Arnold-Antoine (de) Thiriart. Sein Sohn Florent M. A. J. de Thirart vermachte den Besitz seinem Neffen Baron Amedé de la Roussliere-Clouard. Sein Erbe Gaston de la Rousseliere Clouard verkaufte die Anlage 1908 an Charles Jeanne Dothée.
1986 wechselte das Anwesen zu der heutigen Eigentümergemeinschaft.

## Kurzbeschreibung
Die aus mehreren Gebäuden bestehende Anlage geht auf einen Wohnturm des 13. Jahrhunderts zurück, der heutzutage die Mitte des Ostflügels bildet und dessen übrige Teile um ein Geschoss überragt. Während der nördliche Teil des östlichen Flügels aus dem 15. Jahrhundert stammt, wurde der südliche erst im 16. Jahrhundert an den Donjon angebaut. Die Fenster im Erdgeschoss gehören nicht zum ursprünglichen Baubestand, sondern wurden erst bei Umbauarbeiten zwischen dem 15. und 18. Jahrhundert aus der fensterlosen Mauer herausgebrochen.
Die Nordseite der Burg weist noch einige mittelalterliche Wehrelemente auf, so zum Beispiel Schießscharten, vorkragende Abtritte und mittlerweile zu Fenstern umgestaltete Zinnen. Der westliche Trakt der Anlage stammt wahrscheinlich aus dem 16. Jahrhundert und wird an seinem Nord- und Südende von Rundtürmen mit Kegeldach flankiert.
Ein Teil der Aufnahmen für die Serie Die Bockreiter aus dem Jahr 1993 wurde hier gedreht.
Im Jahr 2005 ereignete sich ein Brand im Dachstuhl des rechten Wirtschaftsflügels und im Bereich der benachbarten Burgkapelle, dessen Schäden bis heute (2023) noch nicht beseitigt sind. Noch im gleichen Jahr gründete sich ein Burgverein.

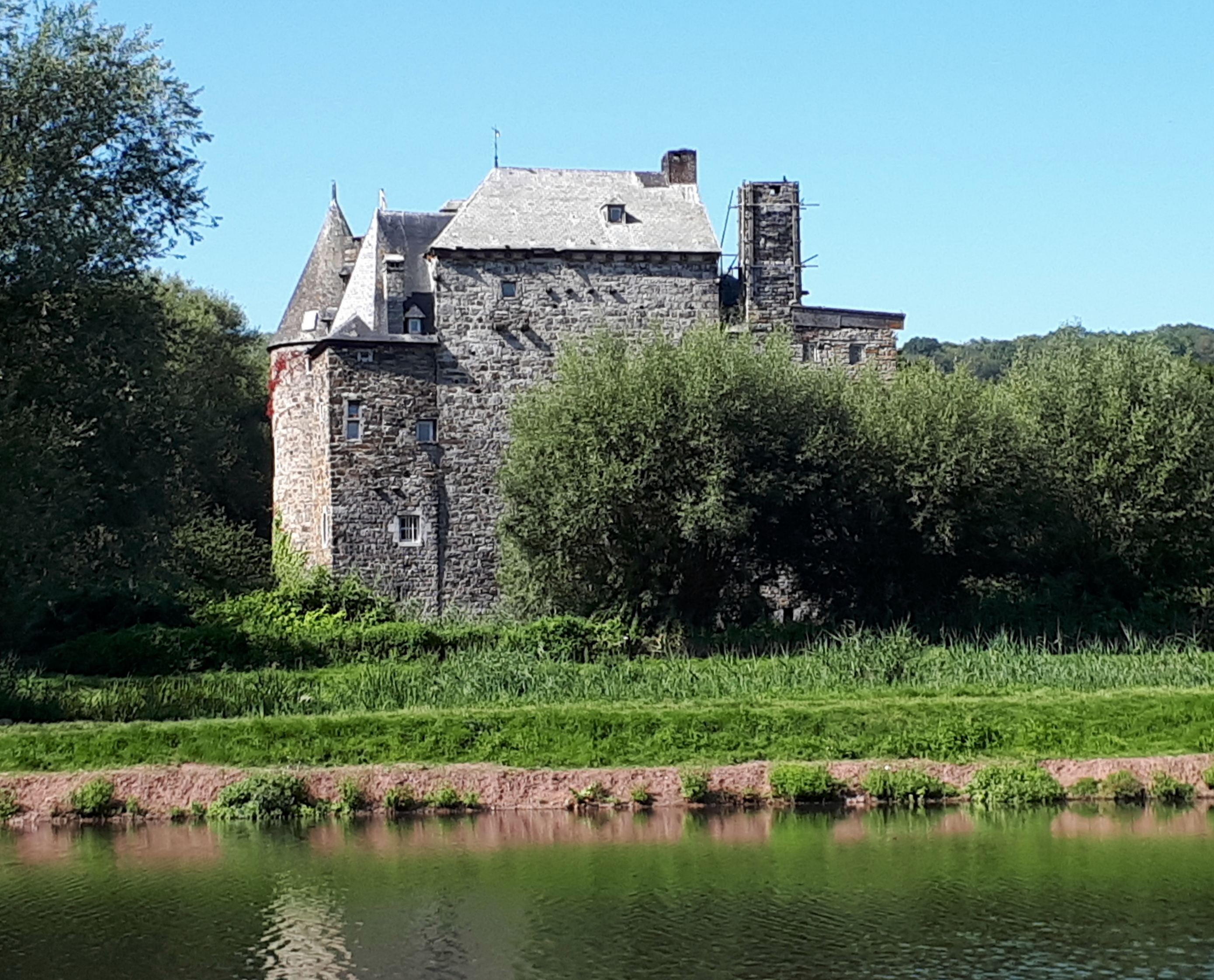
Ostansicht mit Fischteich
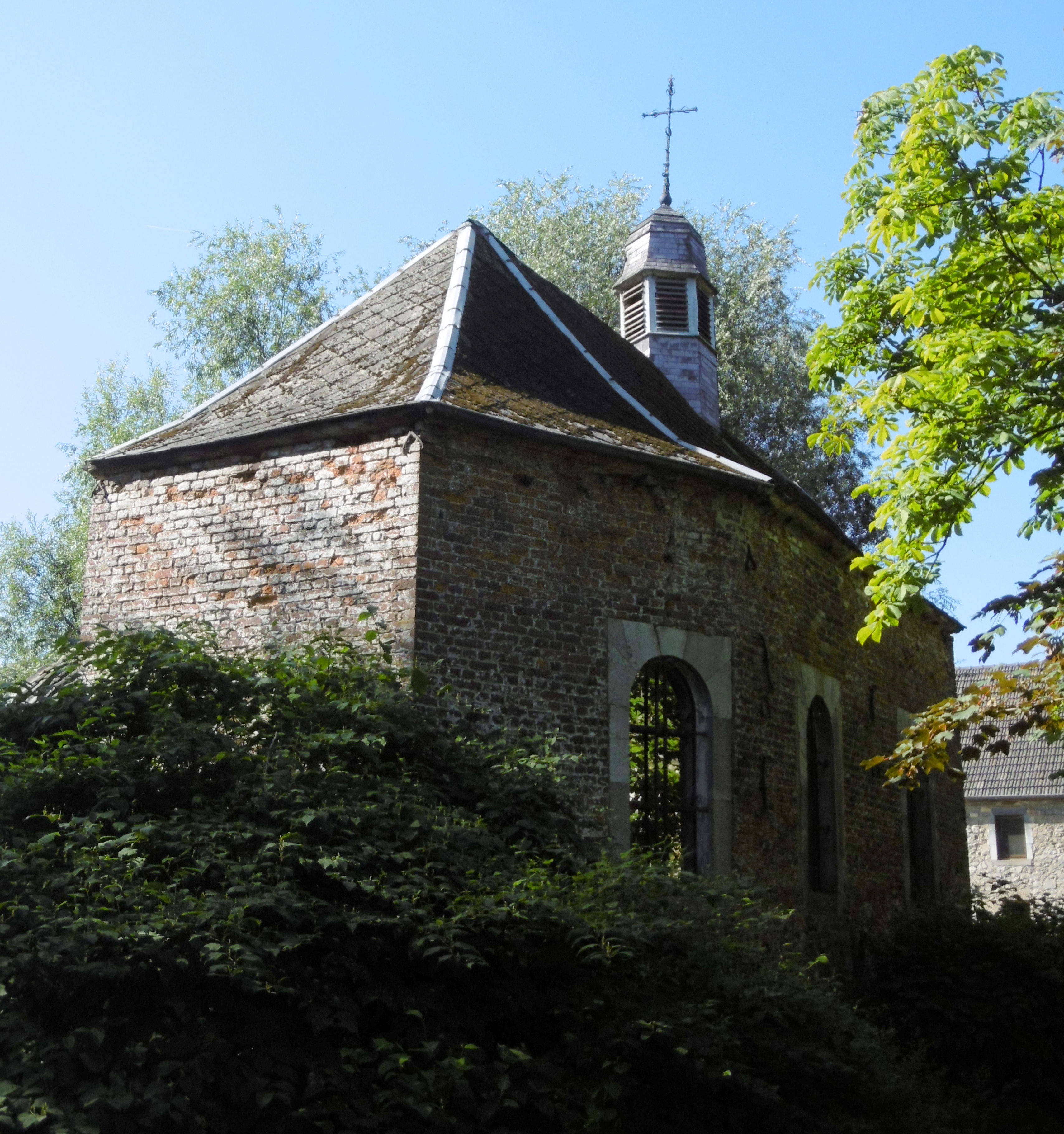
Ruine der Burgkapelle
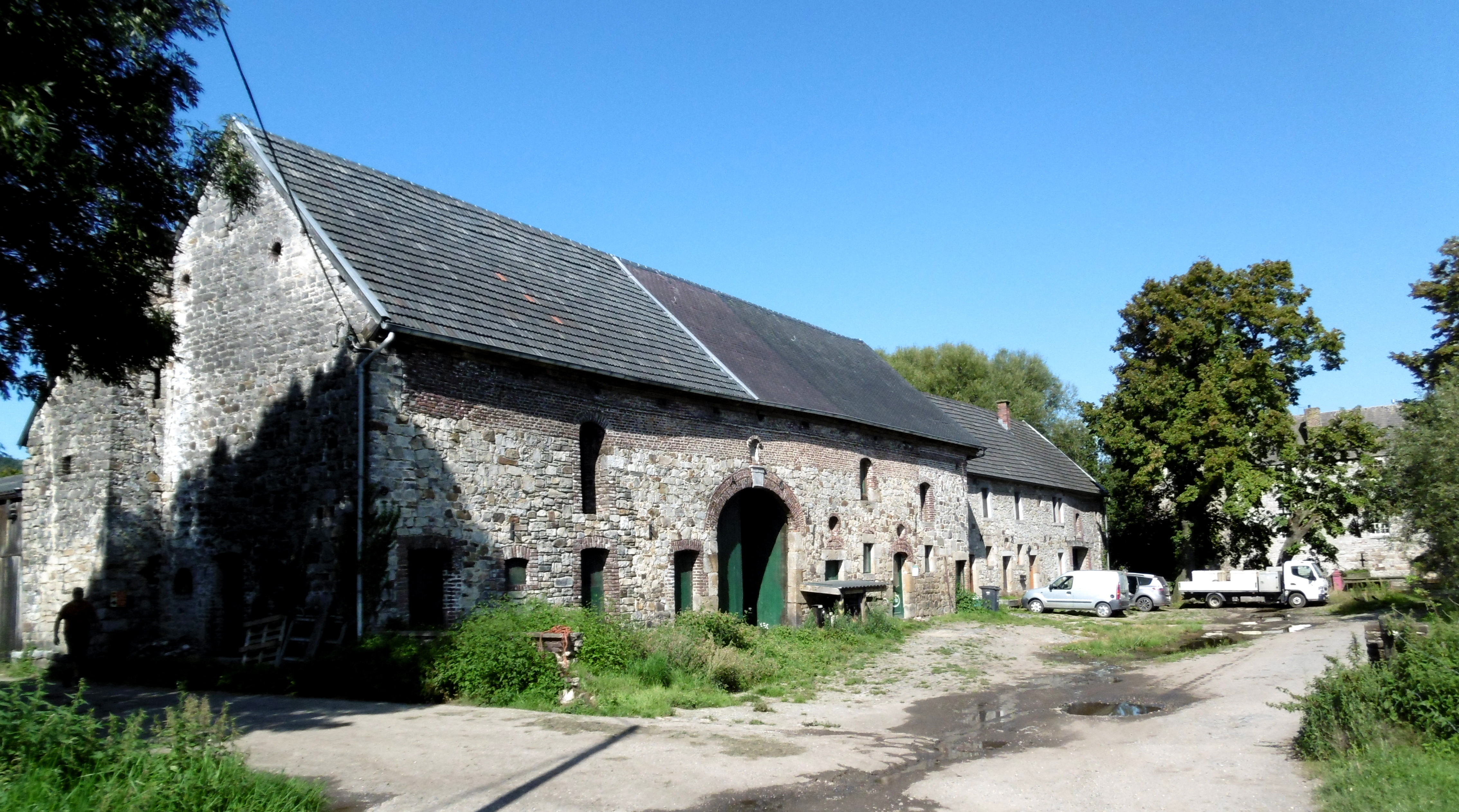
Westlicher Wirtschaftsflügel
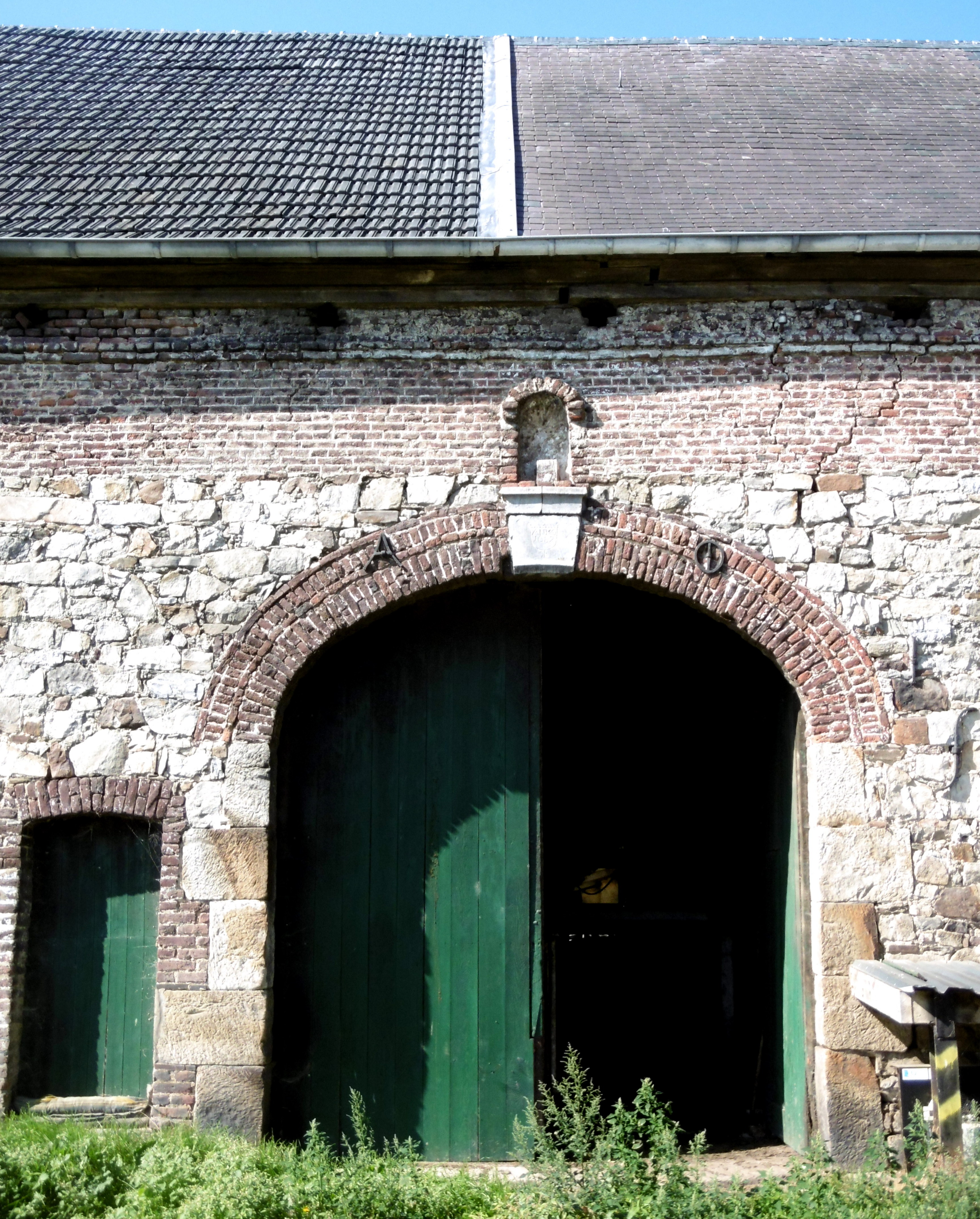
Portal mit Schlussstein (1682) im Westflügel